# 논리적 귀결
논리적 귀결(論理的歸結, 영어: logical consequence, entailment)은 논리학에서 가장 기본적인 개념이자, 복수의 글 (또는 명제)의 집합과 하나의 글(명제)의 사이가 「~니까, 당연히~」라고 이어지는 관계를 가리킨다. 이를테면, 「커밋은 녹색이다」라는 글은, 「모든 개구리는 녹색이다」와 「커밋은 개구리다」의 논리적 귀결인 것이다.
이러한 논리적 귀결의 뚜렷함은 전제가 참(眞)인지 아닌지, 또는 완전한지 아닌지에 의존한다. 이 전제는 모든 개구리가 녹색이지 않을 경우에는 참이 아닌 것이 된다. 연역에 따른 추론이나 논리적 귀결은 인식론의 중요한 면이며, 인과에 관한 일반적 가설을 전달하는 의미를 가진다.
형식적인 논리적 귀결 관계는 모형이론적인 것과 증명이론적인 것(혹은 양쪽)이 있다.
논리적 귀결은 글의 집합에서 글의 집합으로의 함수로서도 표현할 수 있고(타르스키풍의 정식화), 두 글의 집합 사이의 관계로서도 표현할 수 있다(multiple-conclusion logic).

## 기술
여기에는 논리적 귀결의 전형적인 기술(記述)에 관하여 싣는다.
Γ는 임의의 전제의 집합, A는 임의의 결론으로 한다. Γ/A는 Γ를 전제, A를 결론으로 하는 논리적 주장(Logical argument)이다. Γ {\displaystyle \vDash }A는 A가  Γ의 논리적 귀결이라는 것을 의미한다.

### 양상적 기술
논리적 귀결의 양상적 기술(記述)은 다음과 같은 사고방식에 기인한다.
- Γ {\displaystyle \vDash }A란, Γ의 모든 요소가 참(眞)일 때, A가 참이라는 것은 「필연적; necessary」이라는 것을 의미한다.

바꿔 말하자면,
- Γ {\displaystyle \vDash }A란, Γ의 모든 요소가 참(眞)일 때, A가 거짓(僞)이라는 것은 「있을 수 없다; impossible」라는 것을 의미한다.

이러한 기술이(記述)이 「양상적(modal)」이라는 것은,  양상논리학적인 가능성과 필연성을 주장하고 있기 때문이다. 필연성은 가능세계론에서의 보편적 계량이라고 이해할 수 있으며, 다음과 같이 바꿔 말할 수 있다.
- Γ {\displaystyle \vDash }A란, Γ의 모든 요소가 참(眞)일 때, A가 거짓(僞)이라는 가능세계는 존재하지 않는 것을 의미한다.

서두에 예시로 삼은 다음의 기술(記述)에 대하여 양상적 기술을 생각한다.
| 모든 개구리는 녹색이다. 커밋은 개구리다. 따라서, 커밋은 녹색이다. |
여기서 「모든 개구리가 녹색」이며, 「커밋은 개구리」이며, 「커밋은 녹색이 아니다」라는 가능세계를 상상하는 것은 불가능하다. 따라서, 이 결론은 이러한 주어진 전제의 논리적 귀결이라고도 말할 수 있다.

### 형식적 기술
논리적 귀결의 형식적 기술(記述)은 다음과 같은 사고방식에 기인한다.
- Γ {\displaystyle \vDash }A란, Γ/A와 똑같은 논리형식을 가진 주장의 전제가 참(眞)이고 결론이 거짓(僞)이 되는 일은 없다는 것을 의미한다.

여기에서 다음 2개가 파생한다.
1. Γ {\displaystyle \vDash }A란, Γ/A 속의 논리적이지 않은 어구를 한결같이 치환해도, 전제가 참(眞)이고 결론이 거짓(僞)이 되는 일은 없다는 것을 의미한다.
2. Γ {\displaystyle \vDash }A란, Γ/A 속의 논리적이지 않은 어구를 번역해도, 전제가 참(眞)이고 결론이 거짓(僞)이 되는 일은 없다는 것을 의미한다.

여기서 재차 다음 주장을 생각한다.
| 모든 개구리는 녹색이다. 커밋은 개구리다. 따라서, 커밋은 녹색이다. |
형식적 기술 (1)에 따르면, 이 주장 속의 논리적이지 않은 어구(개구리, 녹색, 커밋)를 한결같이 치환해도 결론은 전제의 논리적 귀결인 채이며, 전제가 참(眞)이고 결론이 거짓(僞)이 될 수 없다. 예로 다음과 같은 것이 있다.
| 모든 고층 빌딩은 높다. 엠파이어 스테이트 빌딩은 고층 빌딩이다. 따라서, 엠파이어 스테이트 빌딩은 높다. |
| 모든 직사각형은 평행사변형이다. 모든 정사각형은 직사각형이다. 따라서, 정사각형은 평행사변형이다. |
| 모든 물체에는 질량이 있다. 커피 테이블은 물체이다. 따라서, 커피 테이블에는 질량이 있다. |
| 모든 새에게는 깃털이 있다. 펭귄은 새이다. 따라서, 펭귄에게는 깃털이 있다. |
이 형식의 주장은 얼마든지 만들 수 있으나, 전제가 참(眞)이고 결론이 거짓(僞)이 되는 예는 나오지 않는다. 그 말은, 이 주장은 그 논리적 형식이 본질적으로 연역적 타당성을 가지며, 그 특징을 다음과 같은 틀로서 추출해낼 수 있다. (여기서 F, G, a는 의미가 없는 자리표시자이다)
| 모든 F는 G이다. a는 F이다. 따라서, a는 G이다. |
형식적 기술 (2)도 같은 것을 달리 말하는 것(번역)을 하고 있을 뿐이다. 이를테면, 「개구리」를 「배관공」, 「녹색」을 「내성적」, 「커밋」을 「마돈나 (가수)」로 번역해보자. 그러면, 전제가 거짓(僞)이 되어(모든 배관공이 내성적인 것은 아니고, 마돈나는 배관공이 아니다), 결론도 거짓(僞)이 된다(마돈나는 내성적이지 않다). 말고도 여러 번역을 생각할 수 있으나, 전제가 참(眞)이고 결론이 거짓(僞)인 것은 찾아낼 수 없다.

### 양상적 형식적 기술
논리적 귀결의 양상적 형식적 기술(記述)은 양상적 기술과 형식적 기술을 짜맞춘 것으로, 다음과 같은 사고방식에 기인한다.
- Γ {\displaystyle \vDash }A란, Γ/A와 똑같이 논리적 형식의 주장이, 참(眞)의 전제와 거짓(僞)의 결론이 되는 것은 있을 수 없다는 것을 의미한다.

논리적 귀결의 직관적 이해로서, 양상적인 면과 형식적인 면이 있다.

### 근거에 기인하는 기술
여기까지의 기술(記述)은 「진리보존적; truth-preservational」이며, 좋은 연역의 특성으로,  참(眞)의 전제와 거짓(僞)의 결론은 이끌어지지 않는다는 것으로 본다. 이것과는 별개로 「근거보존적; warrant-preservational」인 기술도 있으며, 좋은 연역의 특성은, 정당하게 단언가능한 전제에서 정당하게 단언할 수 없는 결론은 이끌어지지 않는다는 것으로 한다. 이것을 대략적으로 말하자면 수학적 직관주의에 상당한다.

## 비단조논리
이제까지 기술(記述)한 것은 전부 단조로운 귀결관계를 전제로 한다. 즉, A가 Γ의 귀결일 때, A는 Γ의 임의의 상위집합인 귀결이다. 비단조로운 귀결관계가 어더한 것인지를 나타낸다. 「트위티는 날 수 있다」는 다음 전제의 논리적 귀결이다.
| 새는 보통 날 수 있다. 트위티는 새이다. |
하지만, 다음 전제에서는 논리적 귀결이 되지 않는다.
| 새는 보통 날 수 있다. 트위티는 새이다. 트위티는 펭귄이다. |

## 같이 보기
- 연역
- 귀납
- 동어반복
- 타당성
- 인과관계
- 부정논리합

## 참고 문헌
- Michael Dummett, 1991. The Logical Basis of Metaphysics. Harvard University Press.
- John Etchemendy, 1990. The Concept of Logical Consequence. Harvard University Press.
- Hanson, William H., 1997, "The concept of logical consequence," The Philosophical Review 106: 365-409.
- Vincent F. Hendricks, 2005. Thought 2 Talk: A Crash Course in Reflection and Expression. New York: Automatic Press / VIP. ISBN 87-991013-7-8
- Planchette, P. A., 2001, "Logical Consequence," in Goble, Lou, ed., The Blackwell Guide to Philosophical Logic. Blackwell.
- Stewart Shapiro, 2002, "Necessity, meaning, and rationality: the notion of logical consequence" In D. Jacquette, ed., A Companion to Philosophical Logic. Blackwell.
- Alfred Tarski, 1936, "On the concept of logical consequence." Reprinted in Tarski, A., 1983. Logic, Semantics, Metamathematics, 2nd ed. Oxford University Press. 원본은 폴란드어와 독일어로 발표되었다.